# Helmut Hilz
Helmut Hilz (* 13. November 1924 in Landau in der Pfalz; † 29. Dezember 2011 in München) war ein deutscher Chemiker.

## Leben
Hilz studierte Chemie von 1947 bis 1949 an der Universität Freiburg und von 1949 bis 1951 an der Universität München. Nach Diplom 1951 arbeitete er als Wissenschaftlicher Assistent im Laboratorium von Feodor Lynen. Von 1953 bis 1954 hielt er sich bei Fritz Albert Lipmann an der Harvard University auf. Er habilitierte sich 1959, wurde 1967 außerplanmäßiger und 1969 ordentlicher Professor für Physiologische Chemie an der Universität Hamburg. 1990 wurde er emeritiert.

## Auszeichnungen
- 1959: DFG-Preis
- 1962: Konjetzny-Preis
- 1964: Domagk-Preis
- 1964: Dr.-Martini-Preis